# Grafton, Iowa
Grafton är en ort i Worth County i Iowa. Vid 2010 års folkräkning hade Grafton 252 invånare.